# Vijñāna
Vijñāna (Sanskrit devanāgarī: विज्ञान; Pāli : viññāna) est un concept de la philosophie indienne qui signifie connaissance, savoir, discernement, compréhension, intellect ; science. Dans le Bouddhisme, vijñāna est la connaissance discriminante, l'un des cinq agrégats (skandha).

## Vijñāna dans l'enseignement bouddhique
(avril 2010).
Vijñāna désigne une conscience phénoménologique. Il s'agit d'un accident plutôt que d'une essence, d'un simple phénomène mental plutôt que d'une réalité éternelle. Si l'enseignement bouddhique de vijñāna prit place dans le contexte de rupture avec l'hindouisme, cet enseignement se démarque tout autant de nombre de modes de pensée européens.
Car Vijñāna comme tout phénomène est, dans le bouddhisme affligée de trois caractéristiques  - à savoir, il s'agit d'un phénomène impersonnel, éphémère et insatisfaisant.

### Vijñāna parmi les agrégats
Vijñāna fait partie des quatre "agrégats" psychiques qui constituent, avec le corps, ce qui est souvent pris pour un être.

Différentes philosophies interrogent la place de vijñāna par rapport aux autres phénomènes qui sont confondus, du fait de l'ignorance, avec une personne : ce sont par exemple les philosophies bouddhiques idéalistes. Mais, bien plus largement, toute philosophie bouddhique met en question cet aspect.

### Vijñāna dans la coproduction conditionnée
Selon la coproduction-conditionnée, les créations, constructions mentales conditionnent les états de conscience, lesquels conditionnent à leur tour les cinq agrégats (nāmarūpa ou skandha). L'interprétation la plus classique en est que ce chaînon désigne la conscience comme "lien-de-renaissance", paṭisandi, c’est-à-dire la conscience comme à la base de la présente (re)naissance samsarique. La coproduction conditionnée peut cependant être interprétée en faisant de la conscience un acte de discrimination, au sens d'une saisie mentale d'agrégats : selon cette interprétation, la conscience distingue alors simplement différents agrégats qu'elle prend pour une personne.

### Six vijñāna
L'enseignement classique présente six consciences, reliées aux sens: 
1. Conscience de l'œil, ou conscience visuelle
2. Conscience de l'oreille
3. Conscience du nez
4. Conscience du goût
5. Conscience du corps (toucher)
6. Conscience mentale

De même que la conscience visuelle a pour objet les objets visibles, les formes, la lumière, la conscience mentale, manovijñāna, a pour objet les phénomènes mentaux.

### Huit ou neuf vijñāna
Aux six consciences « traditionnelles » s'ajoutent, dans l'enseignement Cittamātra, deux consciences : 
- L'Ālayavijñāna, conscience fondamentale qui est responsable de toutes les autres consciences, lesquelles ne sont donc pas des substances distinctes. C'est la base de toute chose, à la fois productrice et fruit de karma.
- Kliṣṭamanas : le mental souillée ; ce sont les quatre passions - la croyance en un soi (ou moi ou ego), l'ignorance percevant cet ego, l'orgueil et l'amour de soi. Ce mental amène les six consciences à prendre l'Ālayavijñāna pour un tel moi. Toutes les consciences s'en trouvent dupées et voient une relation d'observateur à observé là où il n'y a « rien qu'esprit ».

Certains enseignants du Cittamātra ajoutent à ces deux-là l'amalavijñāna, la conscience pure et non-duelle. Cette conscience est considérée par le Faxiang comme part de l'Ālayavijñāna.

### Analyse des états de conscience
L'important livre faisant partie de l' Abhidhamma, le Pattana, énonce les différents types de conscience.
Trois états de conscience doivent être distingués : manas bénéfiques, nuisibles et neutres.

### Consciences bénéfiques
Le pattana considère vingt-et-un états de conscience bénéfiques, répartis selon les sphères : sphère sensorielle, sphère physique, sphère non physique et niveau supramondain.
- Dans la sphère sensorielle, on trouve, selon le pattana, huit états de conscience, qui sont départagés ainsi :

1. Satisfaction, connaissance
2. Satisfaction, connaissance, incitation
3. Satisfaction
4. Satisfaction, incitation
5. Indifférence, connaissance
6. Indifférence, connaissance, incitation
7. Indifférence
8. Indifférence, incitation

Par exemple, selon Buddhaghosa, des enfants qui saluent naturellement et avec joie un moine illustrent alors le troisième de ces huit états d'être ; mais s'ils donnent car cela leur est demandé, alors il s'agit du quatrième.
- Dans la sphère physique pure, cinq états d'êtres différents correspondent aux cinq jhanas : ainsi, ces cinq états méditatifs profonds correspondent à cinq manas (états d'esprit) différents.

1. Prise ferme (pāli vitakka), application (vicara), joie (piti), bonheur (sukha), concentration (ekaggata) ;
2. Application, joie, bonheur, concentration ;
3. Joie, bonheur, concentration ;
4. Bonheur, concentration ;
5. Équanimité (upekkha), concentration.

- Dans la sphère non physique, sont dénombrés quatre états d'être bénéfiques qui correspondent de nouveau à quatre états méditatifs, de la sphère non physique, ou encore arupajhanas.

1. Domaine de l'espace infini ;
2. Domaine de la conscience infinie ;
3. Domaine du néant ;
4. Domaine de ni-perception ni non-perception.

### Consciences nuisibles
L'analyse bouddhique distingue douze états de conscience pernicieux. Ces 12 états de conscience se situent dans le monde sensoriel - kāmavâcara -, et sont basés, soit sur l'attachement, soit sur l'aversion, soit sur la confusion.

#### Huit états de conscience se basent sur l'attachement
- attachement, satisfaction, croyance, incitation ;
- attachement, satisfaction, croyance ;
- attachement, satisfaction, incitation ;
- attachement, satisfaction ;
- attachement, indifférence, croyance, incitation ;
- attachement, indifférence, croyance ;
- attachement, indifférence, incitation ;
- attachement, indifférence.

#### Deux Vijñāna se basent sur l'aversion
- aversion, répulsion, incitation ;
- aversion, répulsion.

#### Enfin, deux états d'être sont fondés sur la confusion
- confusion, indifférence, hésitation ;
- confusion, indifférence, agitation.

### Consciences neutres
Les Vijñāna neutres, ni bons ni mauvais, ni bénéfiques ni nuisibles, sont de deux types : vipāka et kiriya.
- Vipāka désigne les états de conscience résultants, conséquences de karma, mais ne produisant pas de karma ;
- Kiriya-citta désigne les états de conscience qui n'ont pas d'effets karmiques et se produisent seulement chez les êtres nobles, ayant atteint au moins le premier stade de l'Éveil.

#### Consciences Vipāka
Les 36 états de consciences vipāka se répartissent dans les "quatre sphères" et sont classés selon cette répartition. Mais quelle que soit la "sphère" de l'état d'esprit considéré, ce dernier ne produit aucun karma, n'a aucun résultat karmique.

##### La sphère sensorielle
Dans la "sphère sensorielle", 16 états résultent du bénéfique et 7 du pernicieux. Les états bénéfiques se partagent, entre ceux "sans cause" et ceux "avec cause" . 

- "Sans cause" signifie alors que les états ne sont pas causés par l'absence d'attachement, l'absence d'aversion ou l'absence de confusion, qui sont trois causes bénéfiques. Ces états d'esprits, sans cause, sont de huit types.

1. conscience oculaire
2. conscience auriculaire
3. conscience nasale
4. conscience linguale
5. conscience corporelle
6. élément de conscience mentale "ayant pour fonction de recevoir"
7. élément de conscience mentale ayant pour fonction de sonder, déterminer, etc.
8. idem que précédent (cf. plus bas)

Ces consciences sont accompagnées de satisfaction, ou de plaisir ou d'indifférence ; leur objet est désirable.

Les éléments de conscience mentale suivent, dans le temps, les consciences sensorielles. Par exemple, la conscience oculaire ne perçoit que les images. Puis, un élément de conscience mentale "reçoit cet objet", prenant alors appui sur la disparition de la conscience oculaire. 

Quant aux deux éléments de conscience mentales (7 et 8), ils remplissent plusieurs fonctions ; le premier existe lorsque l'objet est très désirable, et le second lorsque l'objet est faiblement désirable.
D'autres classifications peuvent s'appliquer à ces huit états de conscience. 

- Les états de conscience "avec cause" sont au nombre de huit ; leur classification est similaire au vijñāna bénéfiques de la sphère sensorielle, à la différence près qu'ils "restent passifs", n'ayant aucune efficience karmique. D'autre part, selon Buddhaghosa et Nyanamoli, le terme d'incitation n'a pas le même sens dans ce contexte : il se rapporte en fait à la cause de l'état d'être (et non à l'état d'être lui-même).

1. Satisfaction, connaissance, incitation ;
2. Satisfaction, connaissance ;
3. Satisfaction, incitation ;
4. Satisfaction ;
5. Indifférence, connaissance, incitation ;
6. Indifférence, connaissance ;
7. Indifférence, incitation ;
8. Indifférence.

- Sept consciences sont résultat de karma nuisible. Elles sont comparables aux consciences résultant du bénéfique, mais leur objet n'est pas désirable, et ils sont accompagnés de douleur ou d'indifférence.

1. conscience oculaire
2. conscience auriculaire
3. conscience nasale
4. conscience linguale
5. conscience corporelle
6. élément de conscience mentale "ayant pour fonction de recevoir"
7. élément de conscience mentale ayant pour fonction de sonder, déterminer, etc.

##### La sphère physique pure
Dans la "sphère physique pure", les cinq consciences résultat sont similaires aux états d'êtres bénéfiques, bien qu'ils n'aient pas les mêmes fonctions. 

De même, dans la "sphère immatérielle", quatre consciences résultats sont similaires aux consciences bénéfiques de la sphère immatérielle.

#### Kiriya-citta
Les états d'esprits "fonctionnels", présents seulement chez les êtres nobles n'engendrent pas de karma. Les '"kiriya-citta" se répartissent selon la sphère, Paṭṭhāna en recense vingt.
- Dans la "sphère sensorielle", kāmâvacara, sont distinguées trois consciences fonctionnelles, sans causes :

1. un élément mental, conscience des objets physiques, caractérisé par l'équanimité ;
2. un "élément de conscience mentale ordinaire", caractérisé par la conscience des "six objets".
3. un "élément de conscience mentale extraordinaire", associé à la satisfaction, ayant pour rôle de "faire naître le sourire des Accomplis à propos d'objets médiocres" (Buddhaghosa, trad. Christian Maës).

- Toujours dans la sphère sensorielle, sont énumérés huit consciences avec cause : selon le même schéma que les consciences bénéfiques.

- Dans la sphère physique pure, il y a cinq Kiriya-citta, chacun correspondant à un dhyana.

##### La sphère non physique
De même, dans la sphère non physique, se recensent quatre états de conscience fonctionnels, selon les quatre arūpajhanas.

### Fonctions attribuées aux états d'esprit
Après avoir énuméré les Vijñāna, le Paṭṭhāna détaille les quatorze fonctions (pāli "viññāṇa-kicca") qui s'exercent à l'intérieur d'un processus de conscience :
1. Renaissance ou lien-de-renaissance, pāli paṭisandi ;
2. Subconscience ou mode-existentiel, pāli bhavaṅga ;
3. attention ou tournant, pāli āvajjana ;
4. vision ;
5. ouïe ;
6. olfaction ;
7. gustation ;
8. sensation de toucher ;
9. réception, réceptivité, pāli sampaṭicchana ;
10. sondage, investigation pāli santīraṇa ;
11. détermination (ou déterminant), pāli voṭṭhapana ;
12. impulsion, pāli javana ;
13. enregistrement ou répétition, pāli tadārammaṇa ;
14. décès, pāli cuti.